# Władysław Niemirski

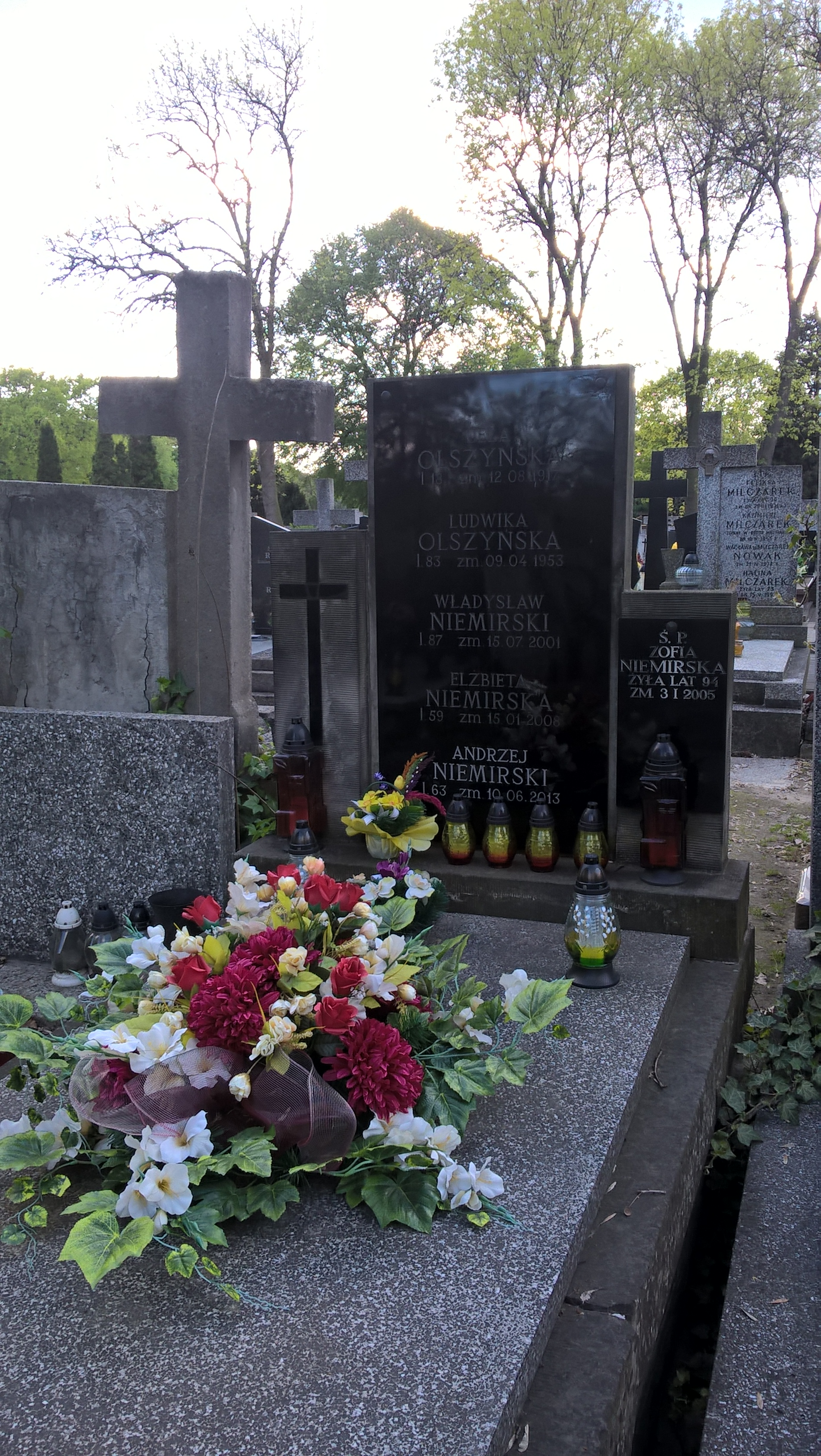
Grób Władysława Niemirskiego na cmentarzu Bródnowskim w Warszawie

Władysław Niemirski (urodzony jako Władysław Niemiec) (ur. 19 czerwca 1914 w Wiśle, zm. 15 lipca 2001 w Warszawie) – polski architekt zieleni, malarz.

## Życiorys
Od 1925 uczył się w cieszyńskim Gimnazjum im. Antoniego Osuchowskiego, w 1929 przeniósł się do Państwowego Gimnazjum i Liceum Męskiego im. Mikołaja Kopernika, które ukończył w 1933. Po uzyskaniu świadectwa dojrzałości wyjechał do Warszawa i rozpoczął studia na Wydziale Architektury Politechniki Warszawskiej, w 1937 równolegle do nauki podjął pracę w pracowni prof. Franciszka Krzywdy-Polkowskiego, gdzie projektował zieleń miejską dla Warszawy. W 1938 na potrzeby konkursu architektonicznego zaprojektował kolonię domów robotniczych na Górnym Śląsku i uzyskał wyróżnienie. Po wybuchu II wojny światowej przerwał naukę i pracował w ogrodnictwie, od 1942 znalazł zatrudnienie przy budowie parku wokół dworku Chopinów w Żelazowej Woli, gdzie pracował jako ogrodnik pod kierunkiem prof. Franciszka Krzywdy-Polkowskiego. Od 1947 kontynuował studia, w 1948 obronił przygotowany pod kierunkiem Franciszka Krzywdy-Polkowskiego projekt Instytutu Kształtowania Terenów Zieleni na Górnym Ujazdowie i uzyskał tytuł magistra inżyniera architekta. Został wówczas starszym asystentem w Zakładzie Architektury Krajobrazu na Wydziale Architektury Politechniki Warszawskiej, równocześnie był projektantem i konsultantem ds. zieleni w Centralnym Biurze Projektów Zakładu Osiedli Robotniczych i w Biurze Projektów Architektonicznych i Budowlanych. W styczniu 1950 został adiunktem w Katedrze Kształtowania i Zdobienia Krajobrazu na Wydziale Ogrodniczym Szkoły Głównej Gospodarstwa Wiejskiego (SGGW), powierzono mu zaprojektowanie i nadzór nad realizacją Śląskiego Parku Kultury i Wypoczynku w Chorzowie, gdzie przez osiem lat pełnił rolę generalnego projektanta. W 1954 na Wydziale Ogrodniczym powstała Sekcja Kształtowania Terenów Zieleni, gdzie Władysław Niemirski kierował Katedrą Projektowania Terenów zieleni i prowadził wykłady i ćwiczenia z projektowania terenów zieleni. Trzy lata później zgodnie z decyzją Centralnej Komisji Weryfikacyjnej uzyskał tytuł docenta, pomiędzy 1958 a 1961 pracował na stanowisku głównego specjalisty w warszawskim Biurze Projektów Budownictwa Komunalnego. Od 1957 do 1962 był prodziekanem, a przez kolejne dwa lata dziekanem Wydziału Ogrodniczego SGGW, równocześnie zasiadał w Resortowej Komisji Programowej Ministerstwa Szkolnictwa Wyższego, Komisji ds. rozbudowy Uczelni, Komisji ds. Rozwoju Wydziału Ogrodniczego, a także pełnił funkcję przewodniczącego Uczelnianej Komisji Dyscyplinarnej. W 1973 powołano go na stanowisko zastępcy dyrektora Instytutu Kształtowania Terenów Zieleni i Ochrony Przyrody, które zajmował przez dwa lata, w 1977 został dyrektorem Instytutu i pełnił tę funkcję również przez dwa lata. W 1984 przeszedł w stan spoczynku i poświęcił się swojej drugiej pasji, którą było malarstwo. Stworzył kilkaset obrazów olejnych, gwaszy, akwarel i rysunków przedstawiających pejzaże i drzewa.
Został pochowany na cmentarzu Bródnowskim (kw. 36I-3-25).

## Członkostwo
- Komisja ds. Roślin Ogrodniczych przy Radzie Naukowo Technicznej Ministerstwa Rolnictwa członek Komisji ds. Programów i Podręczników w Ministerstwie Oświaty i Szkolnictwa Wyższego;
- Komitet Nauk Ogrodniczych Polskiej Akademii Nauk;
- Rada Naukowo-Techniczna przy Ministrze Rolnictwa;
- Sekcja Problemów Zdrowotnych i Rekreacyjnych w Środowisku Przyrodniczym Komitetu Architektury i Urbanistyki przy Wydziale IV Nauk Technicznych Polskiej Akademii Nauk.

## Odznaczenia
- Medal Edukacji Narodowej /1979/;
- Złota Odznaka Honorowa za Zasługi dla SGGW /1983/.

## Projekty i realizacje
- Zieleń miejska w Wiśle (jako członek zespołu Franciszka Krzywdy-Polkowskiego);
- Zieleń dla fabryki i osiedla mieszkaniowego w Żychlinie (współautor: Alfons Zielonko);
- Zieleń dla osiedla Barbara w Chorzowie;
- Zagospodarowanie parku Dolina Szwajcarska w Warszawie;
- Projekt urbanistyczny Targów Poznańskich (współautor Franciszek Krzywda-Polkowski) – I nagroda[3];
- Stadion sportowy „Zrzeszenia Stal” w Ustroniu;
- Zieleń na placu Szembeka w Warszawie;
- Zieleń osiedla mieszkaniowego Praga II w Warszawie;
- Zieleń cmentarza Mauzoleum Żołnierzy Radzieckich w Warszawie, (współautorzy: Zygmunt Hellwig; Zofia Dworakowska);
- Zagospodarowanie cmentarza żydowskiego na Bródnie w Warszawie;
- Park Ludowy w Lublinie;
- Park Kultury i Wypoczynku Mazowsze w Pruszkowie;
- Park Kultury na Bielanach w Warszawie;
- Śląskiego Parku Kultury w Chorzowie (jako kierownik zespołu:  L. Lawin, E. Bartman, S. Rutkowski, M. Kiciński i inni[4]);
- Projekt urbanistyczny otoczenia Pomnika Wdzięczności w Olsztynie – II nagroda[3];
- Ośrodek kolonijny w Helenowie;
- Projekt Ogrodu Botanicznego w Łodzi (współautor Alfons Zielonko) – I nagroda[3];
- Zieleń miejska w Gołonogu (współautor: Stefan Sobolewski);
- Projekt urbanistyczny dzielnicy uniwersyteckiej w Lublinie (współautorzy: Franciszek Krzywda-Polkowski, Alfons Zielonko) – wyróżnienie[3];
- Zieleń Śródmieścia Katowic (współautor: Stefan Sobolewski);
- Zieleń miejska w Grodźcu (współautor: Stefan Sobolewski);
- Centralny Ogród Botaniczny Polskiej Akademii Nauk w Warszawie, (współautorzy: Elżbieta Jankowska, B. Kuszell) – I nagroda[3];
- Ogród zoologiczny w Warszawie (współautorzy: Elżbieta Jankowska, B. Kuszell, Brygida Dobrogojska);
- Park w Białymstoku;
- Cmentarz Obozu Straceń w Treblince (współautor: Alfons Zielonko) – I nagroda[3];
- Studium programowo-przestrzenne układu terenów zieleni miasta Olsztyn (jako kierownik zespołu);
- Studium programowo przestrzenne układu terenów zieleni miasta Oborniki Śląskie (jako kierownik zespołu);
- Koncepcja ogrodu zoologicznego w Toruniu (współautorzy: Stanisław Rutkowski, Przemysław Wolski);
- Studium zagospodarowania strefy ochronnej wokół zakładów petrochemicznych w Płocku (jako kierownik zespołu);
- Projekt zagospodarowania kąpieliska i parku miejskiego Żyrardowie (współautor: Stanisław Rutkowski);
- Park miejski w Otwocku (współautorzy: Stanisław Rutkowski, Przemysław Wolski);
- Zagospodarowanie przestrzenne parku miejskiego Dolina Trzech Stawów w Katowicach (jako kierownik zespołu);
- Studium rozwoju terenów zieleni miasta Bielsko-Biała (jako kierownik zespołu);
- Zagospodarowanie ośrodka wypoczynkowego Dzierżno w Pławniowicach (kierownik zespołu);
- Teoretyczne projekty ogrodów i placów zabaw dla dzieci.